# Sziklai benge
A sziklai benge vagy kövi benge (Rhamnus saxatilis) a bengefélék családjába tartozó alacsony cserje.

## Megjelenése
A sziklai benge alacsony, 0,2-1,2 méter (maximum 1,5 m) magas cserje. Habitusában hasonlít a varjútövishez. Sűrűn elágazó, hajtásai sárgás- vagy világosbarnák, vékonyak. Rügyei kicsik, világosbarna színűek. Az oldalhajtások végén tövis található. Levelei kicsik, 1–3 cm hosszúak, bőrszerűek, felül sötét-, alul pedig fehéreszöldek. Alakjuk elliptikus lándzsás vagy tojásdad-lándzsás, felületük szőrtelen, elhelyezkedésük keresztben átellenes. A levél széle finoman fűrészes. Ősszel sárgászöldre színeződik.
Május végén, június elején virágzik. A virágok bogernyőben nyílnak a levelek hónaljában. A virágok kicsik, sárgák, négyszirmúak.
Termése gömbölyű, 5–7 mm átmérőjű, fényesfekete bengetermés. Benne 2-3 tojásdad, 3–4 mm-es mag található. Július-augusztusban érik be, télen lehullik.
Alfajai:
- Rhamnus saxatilis subsp. infectoria, Spanyolország, Franciaország, Olaszország
- Rhamnus saxatilis subsp. prunifolia, Görögország, volt Jugoszlávia
- Rhamnus saxatilis subsp. rhodopea, Balkán-félsziget
- Rhamnus saxatilis subsp. saxatilis
- Rhamnus saxatilis subsp. tinctoria, Bulgária, volt Jugoszlávia
- Rhamnus saxatilis subsp. villarsii, Spanyolország, Franciaország

## Elterjedése és termőhelye
Közép- és Dél-Európában elterjedt. Az Alpokban 1280 méteres magasságig is megtalálható. Elterjedésének déli határa Olaszország középső és Spanyolország északi része. Délkeleten a Balkánig (Románia, Bulgária, Görögország), északon Dél-Németországig hatol. Magyarországon a Soproni-hegységben és a Balfi-dombvidéken él.
A meleg, napos, sziklás domb- és hegyoldalakat kedveli. Mészkedvelő. Száraz tölgyesekben, erdőszéleken is megtalálható.
Éretlen bogyójából régen sárgászöld festékanyagot nyertek ezért festő bengének is nevezik.
Magyarországon védett, természetvédelmi értéke 10 000 Ft.

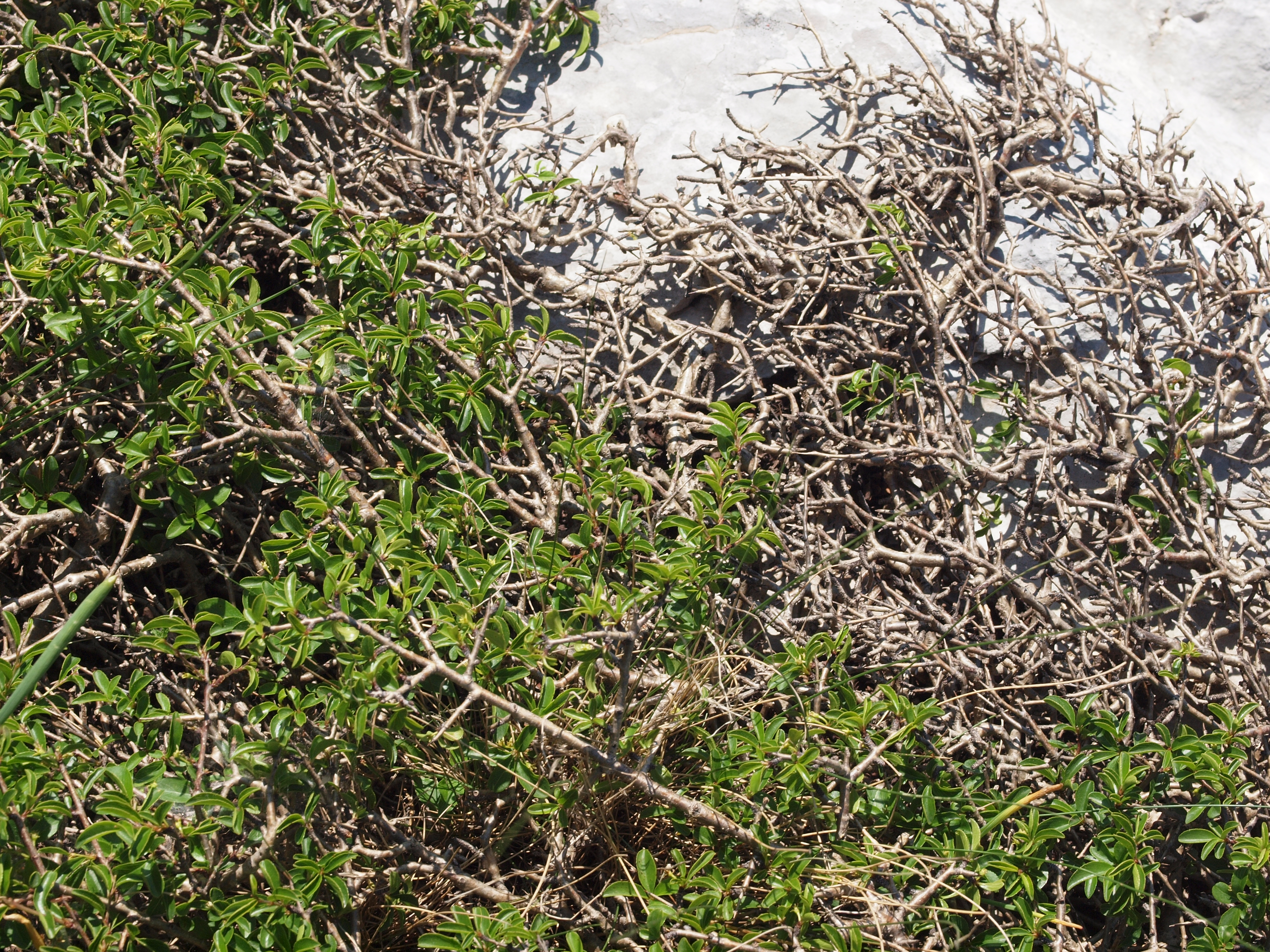
Habitusa
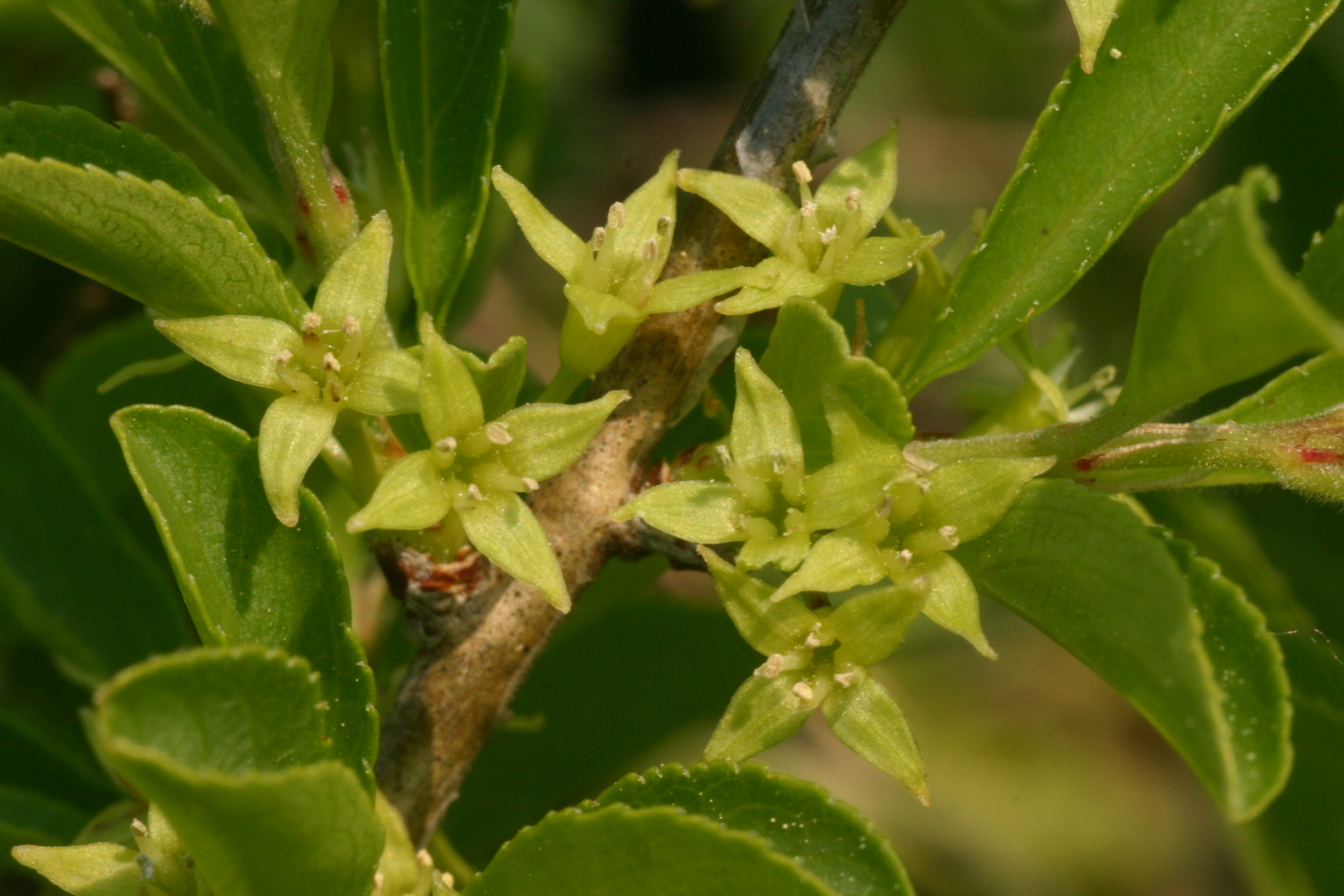
Virágai
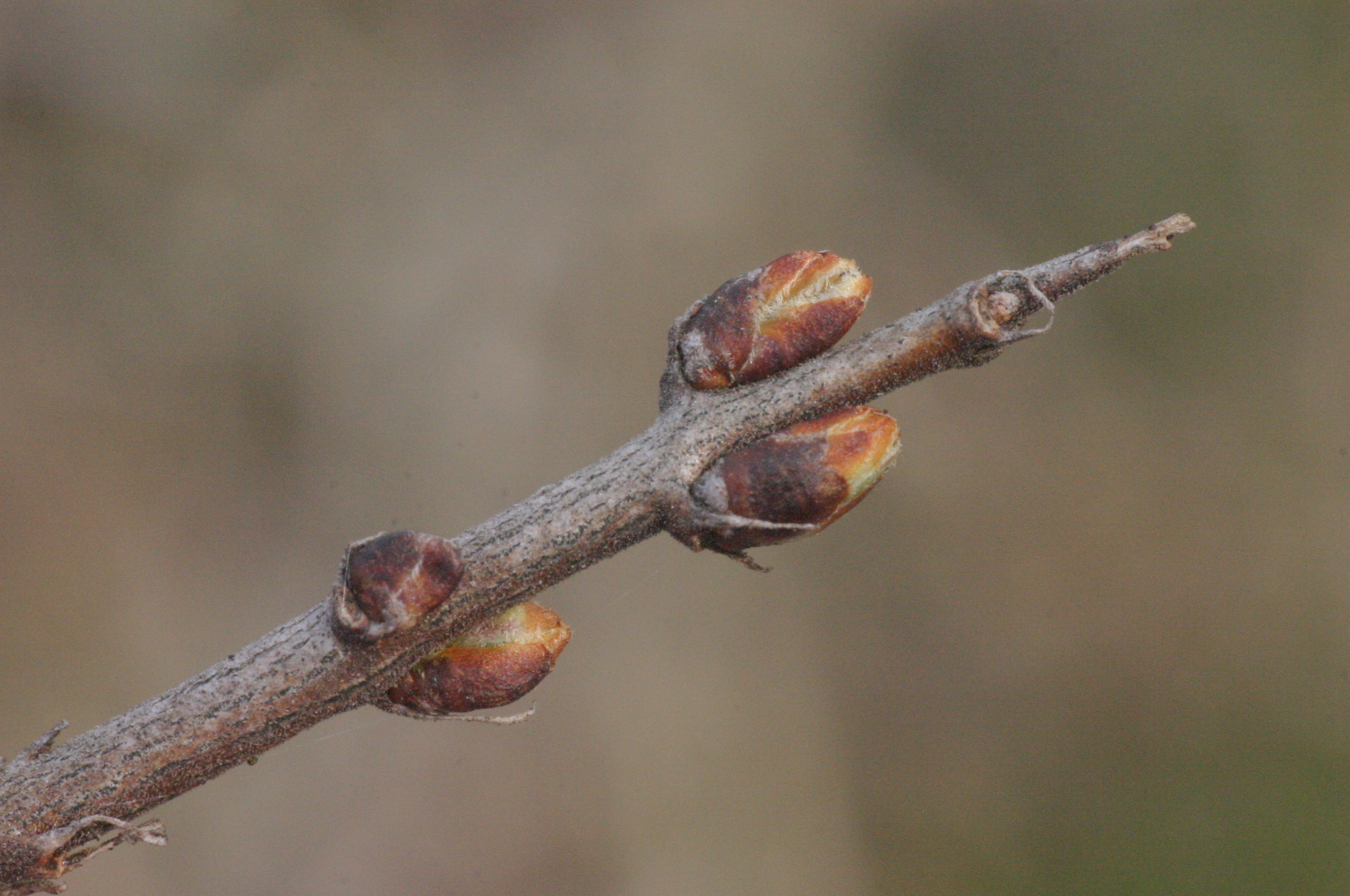
Rügyei
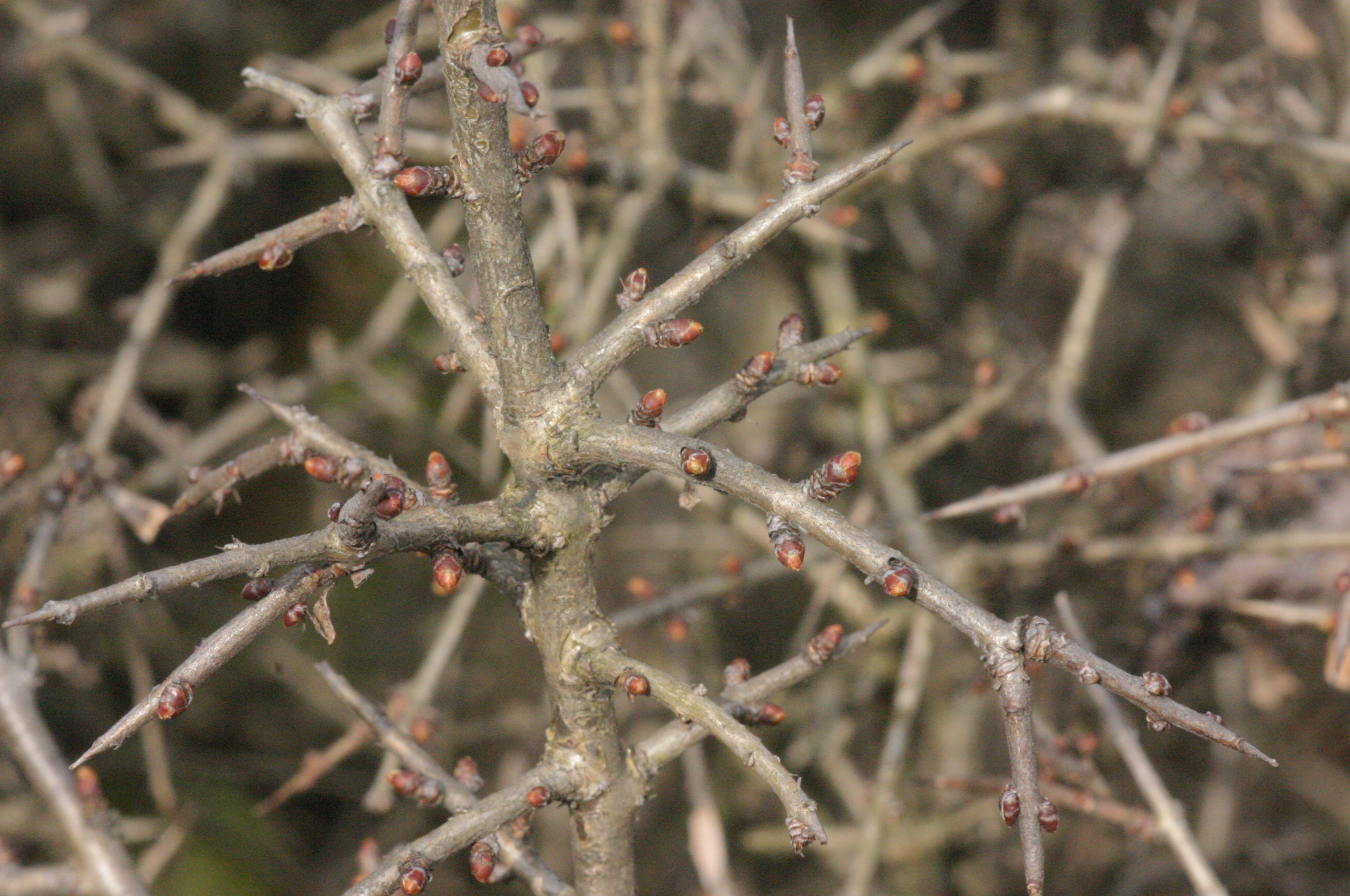
Ágai levélfakadás előtt